# Pérée (Judée)
Pour les articles homonymes, voir Pérée.

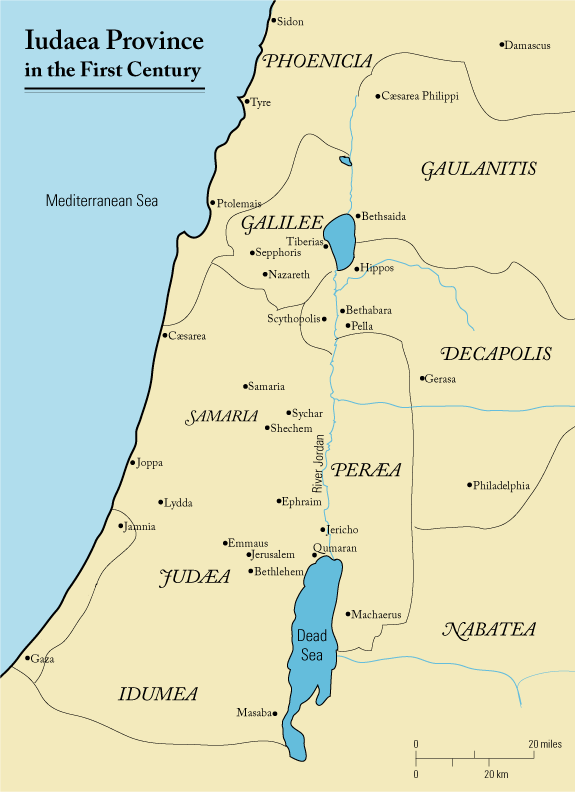
Pérée et ses alentours au Ier siècle de l'ère chrétienne.

La Pérée est un district situé à l'est du Jourdain dans l'Antiquité romaine. Il correspond approximativement au Galaad de l'Ancien Testament. Il s'étend de Pella dans la Décapole à Machéronte à l'est de la mer Morte. C'est probablement le district décrit dans le Nouveau Testament comme étant « la Judée au-delà du Jourdain (cf. Mt 19, 1) ». C'est une région de plateaux, où les précipitations étaient suffisantes pour permettre la croissance de fruits et la culture de céréales.
Des Grecs s'installent dans la région à la suite de la conquête du Proche-Orient par Alexandre le Grand. Après l'arrivée au pouvoir de la dynastie hasmonéenne en Judée, la région est annexée par Alexandre Jannée. Lors de la guerre civile entre les derniers souverains hasmonéens Hyrcan II et Alexandre II, le général romain Aulus Gabinius divise la Judée en districts administratifs distincts et établit Amathonte comme capitale de la Pérée. Avec l'accord de l'empereur Auguste, Hérode Ier le Grand désigne son frère Phéroras comme tétrarque de Pérée. À l'époque de Jésus, ce district était administré par Hérode Antipas. Les Juifs lui accordaient le même statut qu'à la Judée et la Galilée.